# Rosenburg-Mold
Rosenburg-Mold là một thị trấn ở huyện Horn trong bang Niederösterreich, ở nước Áo. Đô thị này có diện tích 39,68 km², dân số năm 2001 là 959 người.